# Йёргенсен, Лейф Арне
Лейф Арне Йёргенсен (норв. Leif Arne Jørgensen; 13 июля 1927 — 16 февраля 1988) — норвежский скрипач и музыкальный педагог.
Учился в Хамаре у городского органиста Эйнара Шёйена, затем в Осло у Оскара Хольста и в Копенгагене у Юлиуса Коппеля.
В 1958 году поступил в Оркестр Норвежского радио, с 1960 года — первая скрипка Филармонического оркестра Осло, одновременно первая скрипка Квартета Хиндаров с 1960 года и до роспуска квартета в 1980 году.
С 1973 года преподавал в различных консерваториях страны (среди его учеников, в частности, Рагин Венк-Вольф). Стоял у истоков музыкального фестиваля в своём родном городе Эльверуме.